# Michel Fokine
Michel Fokine (en ruso: Mijaíl Mijáilovich Fokin o Михаи́л Миха́йлович Фо́кин) (San Petersburgo, 23 de abril de 1880 -Nueva York, 22 de agosto de 1942) fue un bailarín, coreógrafo, maestro de ballet y director de compañía ruso, nacionalizado estadounidense. Estudió danza en la Escuela Imperial y fue bailarín del Ballet Imperial del Teatro Mariinski de San Petersburgo. Formó parte del grupo en torno a Serguéi Diáguilev, creador de los Ballets Rusos, para los que coreografió obras maestras como Las Sílfides, El pájaro de fuego, Sheherezade, Petrushka o  El Espectro de la rosa . Su concepto total de la danza y sus innovaciones en el terreno de la coreografía, que revolucionaron el ballet clásico ruso, tuvieron repercusión internacional.

## Comienzos
Nacido en el seno de una familia acomodada, Fokine creció en un ambiente abierto a las artes. Fue admitido en la Escuela Imperial de Danza en 1888 y se graduó en 1898 pasando al Ballet Imperial directamente con el rango de premier danseur (primer bailarín) algo inhabitual.
En su debut oficial en el Teatro Mariinski protagonizó Paquita junto a estrellas como Liubov Yegórova y Julia Sedova. Cuando fue nombrado profesor de la Escuela Imperial en 1904, Fokine, que ya estaba en rebeldía contra el academicismo que reinaba en la Escuela y el Ballet Imperiales bajo la dirección de Marius Petipa, soñaba con coreografiar sus propios ballets. Su inspiración en aquel momento era la danza libre de Isadora Duncan, entonces de gira por Rusia. Al retirarse Petipa en 1903, Fokine fue considerado su sucesor indiscutible por los reformistas, pero mirado con desconfianza por los conservadores. Realizó varios espectáculos para el teatro Mariinski, entre ellos Chopiniana, primera versión de lo que serían Las Sílfides, pero no fue nombrado maestro de ballet y coreógrafo titular hasta 1907. Sus primeras creaciones importantes para el Ballet Imperial fueron en 1907 Le Pavillon d'Armide, en colaboración con Alexandre Benois, y Une nuit d´Égypte (luego Cléopâtre) con las estrellas del Mariinski Olga Preobrazhénskaya, Anna Pávlova y Vaslav Nijinsky en 1908. Como escribe Serge Lifar: "Fokine ya era reconocido en Rusia, pronto obtendría reconocimiento universal".

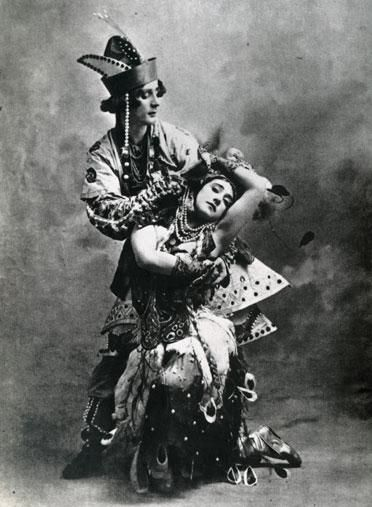
Karsávina y Fokine en El pájaro de fuego, 1910

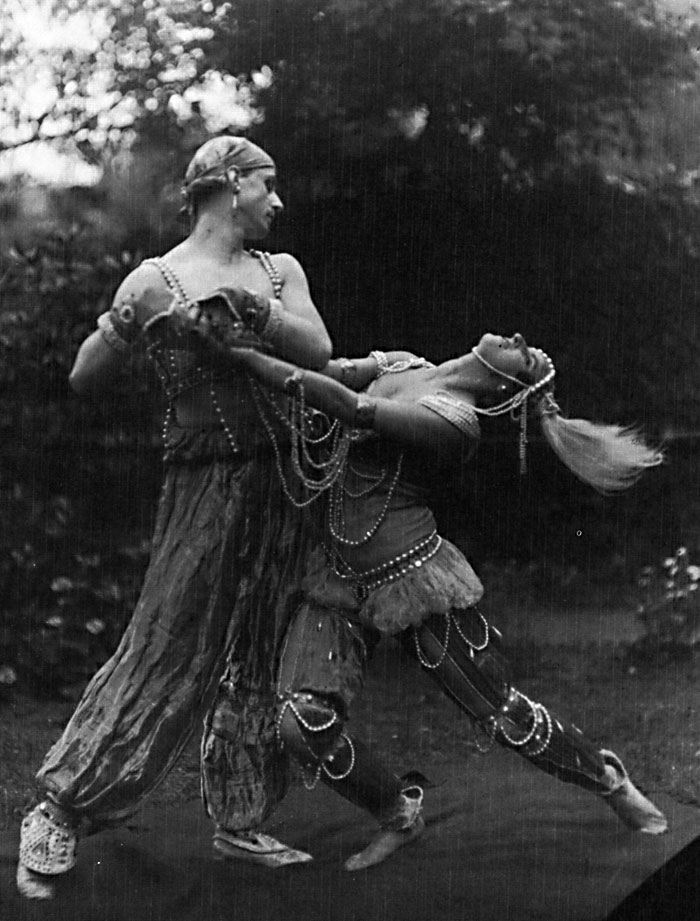
Mijaíl Fokin y Vera Fókina en Sheherezade, 1914

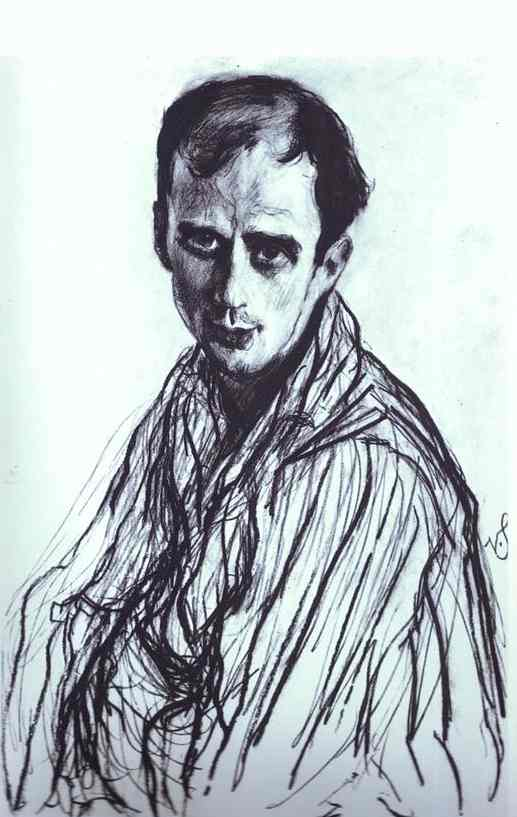
Retrato de Mijaíl Fokin por Valentín Serov, 1909

## Teatro Mariinsky
En 1898, después de graduarse de la universidad, fue aceptado en la compañía de ballet del Teatro Mariinsky [6] . Habiendo asumido el puesto de solista, interpretó papeles solistas en ballets de Petipa como "La Bella Durmiente", "Paquita", "Corsario"; sin embargo, su creciente descontento con la danza clásica lo obligó a pensar en abandonar el escenario del teatro para el por el dibujo y la música. El año 1902 resultó ser un punto de inflexión, cuando le ofrecieron ser profesor en la clase de ballet femenino de su Escuela de Teatro natal, donde pudo empezar a hacer realidad sus ideas. Esta circunstancia devolvió al bailarín el deseo de continuar con sus actividades de ballet.
En 1904, escribió una carta a la Dirección de los Teatros Imperiales , en la que se delineaban las principales vías de transformación de la danza clásica:
En lugar del dualismo tradicional, el ballet debe combinar armoniosamente tres elementos esenciales: música, escenografía y artes plásticas... la danza debe tener significado. Los movimientos del cuerpo no deben descender a una plasticidad banal... la danza debe reflejar el alma.
La carta quedó sin respuesta, pero esto no impidió que Fokine llevara a cabo sus experimentos escénicos: tenía poderosos defensores Alexander Benois e incluso Marius Petipa , cuyo estilo artístico negaba tan persistentemente. Esto, sin embargo, no le impidió tratar a Petipa con gran respeto.
En septiembre de 1905 se casó con la bailarina Vera Antonova , que acababa de graduarse de la escuela; su esposa se convirtió en su fiel compañera de armas.
La primera experiencia de Fokine como coreógrafo fue el ballet " Acis y Galatea " con música de A. V. Kadlec , presentado para estudiantes de la escuela. El estreno tuvo lugar el 20 de abril de 1905. Fokine recurrió a la historia del arte y la danza de la antigua Grecia y, aunque la actuación se presentó en el estilo clásico habitual, logró realizar parcialmente sus ideas. La actuación fue recibida favorablemente por la comunidad artística.
La siguiente obra que consolidó el éxito fue la producción en 1906 de la obra escolar “El sueño de una noche de verano ”, basada en Shakespeare . En la sala estuvieron presentes críticos y artistas de la asociación World of Art , que apreciaron la brillante personalidad, el gusto y el estilo de Fokine. Ese mismo año, los bailarines de ballet propusieron la idea de crear una actuación benéfica: para la noche, Fokin creó la primera producción para la compañía del Teatro Mariinsky. "The Grapevine" con música de Anton Rubinstein era un divertimento tradicional  , un conjunto de danzas características . Petipa le escribió una carta de aprobación a Fokin sobre esta producción.
Al año siguiente también presentaron las actuaciones benéficas “ Evnika ” y “ Chopiniana ”. La primera actuación completamente escenificada de Fokine fue " Armid's Pavilion ", creada en estrecha colaboración con Alexander Benois , autor del libreto y diseñador gráfico. Ese mismo año puso en escena para Anna Pavlova la miniatura " El cisne " , que se convirtió en un símbolo para la bailarina.
En 1909, en colaboración con los " Miriskussniks ", rehízo el ballet " Noches de Egipto " (1908), basado en la historia de la novela "Noche en Egipto" de Théophile Gautier, en el ballet " Cleopatra ".

## Con los Ballets Rusos de 1909 a 1914
A través de Benois Fokine estaba en contacto con los artistas e intelectuales en torno a la revista Mir iskusstva (El Mundo del Arte) a cuyo director Serguéi Diáguilev fue presentado en 1908. Diáguilev había visto las recientes creaciones de Fokine y deseaba enseñarlas en París. Así surgió el proyecto de la primera gira de los Ballets Rusos a París en la primavera de 1909. Fokine figuraba como coreógrafo titular de la compañía y el programa se basaba fundamentalmente en sus obras. En el debut de los Ballets Rusos en el Théâtre du Châtelet parisino, el 19 de mayo de 1909, se presentaron además de Le Pavillon d´Armide, las Danzas polovtsianas de El príncipe Ígor y un divertimento de piezas sueltas titulado Le Festin. En el segundo programa del 24 de mayo se estrenaron Les Sylphides y Cléopâtre. El público y la crítica franceses recibieron las actuaciones de los Ballets Rusos como una verdadera revolución estética y celebraron especialmente el nuevo concepto del espectáculo balletístico como una totalidad artística de coreografía, escenografía, libreto, música y ejecución.
La siguiente gira de los Ballets Rusos a París en 1910 también estuvo bajo el signo del genio de Fokine con una serie de ballets nuevos como Carnaval, Sheherezade y El pájaro de fuego, sólo superados por las obras maestras de la gira de 1911 Petrushka y El Espectro de la rosa en las que brillaron Tamara Karsávina y Nijinsky. Esta gira estuvo marcada por la separación de los Ballets Rusos de su matriz, el Teatro Imperial Mariinski, y su conversión en una compañía privada dirigida por Diáguilev como empresario y con sede en Montecarlo. La ruptura obligó a los artistas a escoger entre el Mariinski y Diáguilev, algunos --como Fokine-- optaron por seguir en el Mariinski y colaborar con Diáguilev. Hacia 1912, la posición de Fokine en la compañía se debilitó debido a la irrupción de Nijinsky en el terreno de la coreografía y a la pérdida de confianza de Diáguilev en Fokine como creador. En la temporada de París de mayo-junio de 1912, sus nuevas creaciones Le Dieu bleu, Thamar y Daphnis et Chloé fueron eclipsadas por el éxito-escándalo de L´après-midi d´un faune de Nijisnky. Fokine se sintió traicionado por Diáguilev y abandonó la compañía.
Fokine vivió desde San Petersburgo y ocupado por su trabajo en el Mariisnki el desconcierto producido en los Ballets Rusos por la inesperada boda de Nijinski durante la gira sudamericana del verano de 1913 y su consiguiente despido fulminante. Una de las consecuencias de este suceso que dejaba a la compañía sin su bailarín estrella y sin su coreógrafo titular, fue la reconciliación entre Fokine y Diáguilev. Este hizo todas las concesiones necesarias y encargó a Fokine los ballets de la próxima temporada de 1914. En la primavera de 1914, se estrenó en Montecarlo Les Papillons, una secuela de Carnaval, creada por Fokine ya en 1913, y luego en París se presentaron La légende de Joseph, una gran producción con música de Richard Strauss y libreto de Hugo von Hofmannsthal con el jovencísimo Léonide Massine como protagonista, y la ópera-ballet Le Coq d´or o El gallo de oro, según la ópera homónima de Rimski-Kórsakov.
Al estallar la Primera Guerra Mundial en agosto de ese año, Fokine y su esposa, Vera Fókina, regresaron como otros artistas de los Ballets Rusos precipitadamente a Rusia. Allí Fokine pasó los años de la guerra como coreógrafo y maestro de ballet en el Mariinski, donde creó algunos ballets entre otros Eros (1915) y Stenka Razin (1917), sin contacto alguno con el resto de Europa y con los Ballets Rusos, que Diáguilev intentaba mantener a flote en Montecarlo. Fokine vivió la Revolución rusa de 1917 en San Petersburgo, y cuando terminó la guerra en 1918 aceptó una invitación a Estocolmo del Real Ballet de Suecia. No volvería ya a Rusia y tampoco volvería a colaborar con los Ballets Rusos de Diáguilev.

## En Estados Unidos de 1920 a 1942
La estancia de Fokine en Suecia fue breve y ya en 1920 se trasladó con su familia a Nueva York, donde abrió su primera escuela de danza en 1921. Con su compañía propia, el American Ballet (1924), apareció en el Metropolitan Opera House neoyorquino e hizo giras por las principales ciudades norteamericanas con sus antiguos ballets y creaciones nuevas. En 1936, volvió a Europa para colaborar con los Ballets Rusos del Coronel de Basil. Para ellos creó, entre otros, L´Épreuve d´amour (mús. Mendelssohn, Montecarlo 1936), Don Juan (mús. Gluck, Londres 1936), Les Élements (mús. Bach, Londres 1937), Paganini (mús. Rajmáninov, Londres 1939) y con ellos viajó hasta Australia en 1938. Una de sus últimas producciones fue The Russian Soldier (mús. Prokófiev, Boston 1942).
Fokine murió en Nueva York a los 62 años, su mujer, Vera Fókina, lo sobrevivió hasta 1958. Su hijo Vitale Fokine (1905-1977) fue maestro de ballet en Nueva York y conservador del legado de su padre. Su nieta, Isabelle Fokine (n. 1958), dirige la fundación-archivo que gestiona los derechos de autor del coreógrafo y vela por la autenticidad de las reposiciones de sus ballets. Las memorias de Fokine, Memoirs of a Ballet Master se publicaron en Boston en 1961.

## Métodos de enseñanza y estilo
Fokine aspiraba a ir más allá del ballet tradicional, hacia un método que utilizara el ballet para comunicar la belleza natural del Hombre. No creía que las técnicas virtuosas de ballet simbolizaran nada, y pensaba que podían sustituirse por formas que expresaran mejor las emociones y los temas. Fokine creía firmemente en el poder comunicativo de la danza e impulsaba una creatividad que rompiera con la tradición, pues creía que ésta a menudo se aleja de la realidad y no logra captar todo el espectro de las emociones humanas. En su opinión, si los movimientos no son expresivos, son irracionales y no resultan agradables ni tolerables.
Fokine también intentó despojar a los ballets de su tecnicismo artificial y su vestuario anticuado. Creía que muchos de los ballets de su época utilizaban trajes y técnicas que no reflejaban los temas de los ballets. Fokine estudió el arte griego y egipcio, incluidas la pintura de jarrones y la escultura, y las incorporó a sus ballets. Como coreógrafo, sacaba a las bailarinas de sus zapatillas de puntas cuando éstas no servían a ningún "propósito artístico". Creía que las puntas debían utilizarse cuando el cuerpo de la bailarina deseaba expresar un tema elevado y ascendente, en lugar de alardear de la fuerza de los pies de las bailarinas. Presentó esta nueva idea a la dirección del Teatro Imperial Mariinsky, pero no obtuvo su apoyo. Una de las peticiones de Fokine era que sus bailarines actuaran descalzos en su ballet Eunice de 1907. Fokine hizo pintar los dedos de los pies en las mallas de las bailarinas para que parecieran descalzas.
También experimentó con un cambio en el énfasis del movimiento, alejándolo de la parte inferior del cuerpo y acercándolo a todo el cuerpo, con un uso más libre de los brazos y el torso y empleando cada músculo con una clara intención. De este modo, Fokine trató de unificar el movimiento con la emoción y el cuerpo con el alma, dando nueva vida al ballet como lenguaje y como arte.
En 1923, coreografió el ballet Frescos de Ajanta para Anna Pavlova después de que ella se inspirara en su visita a las Cuevas de Ajanta.

### El estilo Fokine

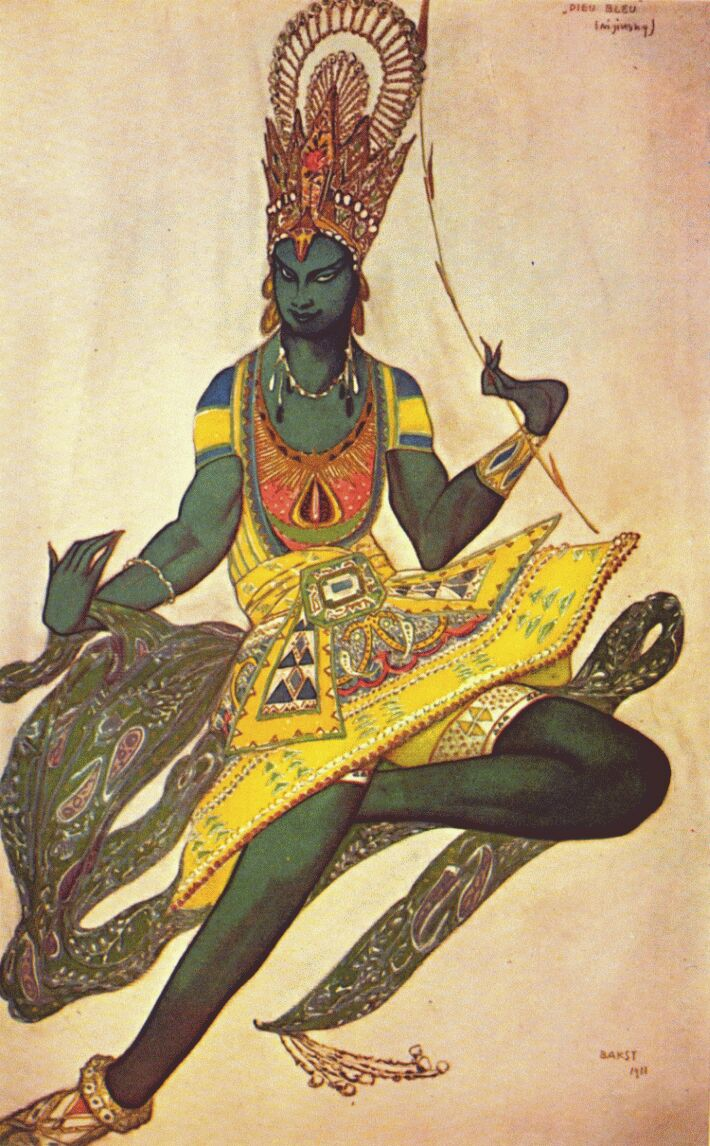
Boceto para Le Dieu bleu, de Léon Bakst, 1912

Fokine formuló sus teorías sobre la danza en varias ocasiones, entre otras en una carta al diario londinense The Times (6 de julio de 1914) y en sus memorias. Se pueden resumir como sigue: a) La relación entre la coreografía y los demás elementos del espectáculo como la música, la escenografía, el vestuario y el libreto ha de ser equilibrada, la coreografía no se debe supeditar a ninguno de ellos. b) El drama se expresa bailando y no a través de la pantomima. c) El bailarín ha de utilizar todo el cuerpo como una totalidad. d) El corps de ballet ha de ser un protagonista más, no un elemento subalterno. e) La coreografía debe adaptarse al mundo histórico-cultural en el que se sitúa un ballet.

## Personalidad
Actuando como un bailarín con una sólida técnica caracterizada por una expresión de alta calidad, Fokine alcanzó una alta posición en el arte de la danza principalmente como coreógrafo e innovador del ballet clásico; fue en esta área donde se convirtió en el primero en declarar claramente la necesidad para un estilo individual a principios del siglo XX. Contemporáneo de la época revolucionaria, perteneció a la generación que heredó los muchos años de logros de Marius Petipa, admirando cuyas obras pronto se estableció como una personalidad independiente en su deseo de expresar nuevos sentimientos a través del ballet. Durante su carrera creativa, Fokine nunca se dejó llevar por una curiosidad inagotable, que le llevó a interesarse por todo tipo de arte y a profundizar sus conocimientos a través de la lectura. Al encontrar la confirmación de sus puntos de vista en las actividades de Isadora Duncan, comenzó a poner en práctica sus propias ideas ya en sus primeras producciones: en "El cisne", "Eunice", "Pabellón de Armida" (1907), " Noches en Egipto " y “Chopiniano” (1908)  .
Fokine logró un gran avance en la comprensión de la dramaturgia de la danza. Fue uno de los primeros en realizar las ideas expresadas allá por el siglo XVIII por J. J. Noverre, combinando danza, música y artes visuales en sus ballets, basándose en la estética del “Mir Iskusstiki”. Rechazó la pesadez de las representaciones de ballet del siglo XIX, contrastándolas con ballets impresionistas breves en un acto como La Vision de la Rose o Les Sylphides. Atrapado en la tendencia paneuropea hacia la dramatización y la creación de imágenes realistas en el escenario del teatro, Fokine intentó implementar esto en el escenario del ballet. Refutó la estética de Petipa, llegando en sus ballets al naturalismo de Antoine . Así, en una de las escenas del ballet "Noche en Egipto", la heroína de Anna Pavlova juega con una serpiente. Fokin quería realizar este truco con una serpiente viva, pero resultó ser una mala actriz: una vez que se enroscó alrededor de su brazo, ya no podía moverse. En sus mejores ballets dotó a cada personaje de un lenguaje plástico especial que revelaba la esencia del personaje. La tragedia de Petrushka, el misterio del pájaro de fuego, la fabulosidad del Esclavo Dorado: literalmente, cada una de las imágenes que creó durante su apogeo creativo en 1907-1912 es una creación completa y sofisticada del genio del ballet Fokine. Fue en los ballets de Fokine donde se reveló otro gran genio del ballet: Vaslav Nijinsky, quien con su creatividad y la coreografía de Fokine revolucionó el concepto y la importancia de la danza masculina en el ballet. Antes de esto, el ballet se consideraba principalmente un arte femenino. Nijinsky incluso eclipsó a Anna Pavlova, obligándola a abandonar la empresa Diaghilev. Con su trabajo, Fokin dio un poderoso impulso al desarrollo de la danza tanto en Rusia como en Europa, allanando el camino desde la danza académica hasta la danza libre.